# Луций Катий Целер
Луций Катий Целер (на гръцки: Καττίου Κέλερος; на латински: Lucius Catius Celer) e политик и сенатор на Римската империя през 3 век сл. Хр.

## Биография
Произхожда от плебейския римски род Катии. Вероятно негов баща е Публий Катий Сабин, консул през 216 г. Вероятно е брат на консула от 230 г. Секст Катий Клементин Присцилиан и на суфектконсула от 235 г. и легат на Кападокия Катий Клемент.
Луций Целер е управител на провинция Тракия (legatus Augusti pro praetore Thraciae) по времето на август Гордиан III между 238 и 241 г. Управлява провинцията преди женитбата на Гордиан с Транквилина.
Името му е известно от пет надписа – статуя, която издигнал в чест на Гордиан в Августа Траяна (дн. Стара Загора), пътна колона на управата на Сердика (дн. София) от пътна станция Бургарака (дн. с. Лесново) и три пътни колони на управата на Филипопол (дн. Пловдив) от пътни станции Бона Мансио (дн. с. Хисар), Бесапара (дн. с. Синтово) и Тугугерум (дн. с.Йоаким Груево). С тях е подготвял планираното посещението на Гордиан III в Тракия на път от Рим за Персия.
Вероятно при управлението си на провинция Тракия е назначен за отсъствуващ суфектконсул (consul suffect in absentia). Тази военна кампания се реализирала през следващата 242 г. когато той е назначен за управител на Горна Мизия.